# Kántor Lajos (festő)
Kántor Lajos (Vajdácska, 1922. november 24. – 2013) Munkácsy Mihály-díjas (1972) magyar festő- és grafikusművész.

## Élete és munkássága
Szülei: Kántor György és Keresztúri Bodnár Mária voltak. 1949-1954 között a Magyar Képzőművészeti Főiskola hallgatója volt, ahol Hincz Gyula, Domanovszky Endre, Bernáth Aurél és Barcsay Jenő tanították. 1954 óta kiállító művész. 1954-től 10 évig a kubisztikus formálás jellemezte munkáit. 1958-1964 között a Hatok művészcsoport tagja volt. 1962-ben Lengyelországba utazott tanulmányútra. 1964 óta gépi konstrukciókat ábrázol. 1968-ban a Római Magyar Akadémia ösztöndíjasa volt. 1973-tól a gépi mozgások síkra vetített dekoratív hatásával, valamint épületdíszítéssel is foglalkozik. 1976-ban Franciaországban volt tanulmányúton. 1979-től a szabadon alakított formák kombinációiból organikus struktúrákat hoz létre a vászon felületén. 1984 óta az ember létezését, létállapotát kifejező belső látás, szín és fény jelenségeinek ábrázolásával kísérletezik. 1991 óta a Magyar Szépmíves Társaság tagja. 2003 óta a Magyar Tudományos Akadémia színelméleti albizottságának tagja.

## Kiállításai

### Egyéni
- 1963 Keszthely
- 1978, 2000 Budapest
- 1985 Tiszaújváros
- 1986 Kölesd

### Csoportos
- 1962, 1969 Budapest
- 1971 Varsó
- 1992 Bécs

## Művei
- Katona lovakkal (1963)
- Gorgó (1967)
- Gépi formák X. (1970)
- Gépi mozgásformák (1974)
- Párás alkony a tavon (1981)
- Nyár (1985)
- Pszichogén formák I. (1986)
- Egy táj formarendszere (1987)
- Melankólia II. (1990)
- Kodály Zoltán (1991)
- Ősz (1991)
- A tó (1993)
- Agónia I. (1993)
- Felhők II. (1994)
- Fények a tavon (1994)
- Tavi élet (1995)
- Melankólia IV. (1995)
- Agónia II. (1998)

## Díjai
- Munkácsy Mihály-díj (1972)
- a Fővárosi Tanács nagydíja (1973)
- a Művészeti Alap díja (1975)